# UFC Fight Night: Blaydes vs. dos Santos
UFC Fight Night: Blaydes vs. dos Santos (conosciuto anche come UFC Fight Night 166 oppure UFC on ESPN+ 24) è stato un evento di arti marziali miste tenuto dalla Ultimate Fighting Championship il 25 gennaio 2020 alla PNC Arena di Raleigh negli Stati Uniti.

## Risultati
|                          | Divisione             |                 |                 |                   | Metodo                                     | Round           | Tempo           | Premio          |
| Card Principale          | Card Principale       | Card Principale | Card Principale | Card Principale   | Card Principale                            | Card Principale | Card Principale | Card Principale |
| ------------------------ | --------------------- | --------------- | --------------- | ----------------- | ------------------------------------------ | --------------- | --------------- | --------------- |
|                          | Pesi massimi          | Curtis Blaydes  | batte           | Junior dos Santos | KO tecnico (pugni)                         | 2               | 1:06            |                 |
|                          | Pesi welter           | Michael Chiesa  | batte           | Rafael dos Anjos  | Decisione unanime (30–27, 29–28, 29–28)    | 3               | 5:00            |                 |
|                          | Pesi mosca            | Alex Perez      | batte           | Jordan Espinosa   | Sottomissione tecnica (arm triangle choke) | 1               | 2:33            | POTN            |
|                          | Pesi paglia femminili | Angela Hill     | batte           | Hannah Cifers     | KO tecnico (gomitate e pugni)              | 2               | 4:26            |                 |
|                          | Pesi mediomassimi     | Jamahal Hill    | batte           | Darko Stošić      | Decisione unanime (29–27, 29–27, 29–27)    | 3               | 5:00            |                 |
| Card Preliminare (ESPN+) |                       |                 |                 |                   |                                            |                 |                 |                 |
|                          | Pesi medi             | Bevon Lewis     | batte           | Dequan Townsend   | Decisione unanime (30–27, 30–27, 30–27)    | 3               | 5:00            |                 |
|                          | Pesi piuma            | Arnold Allen    | batte           | Nik Lentz         | Decisione unanime (29–28, 29–28, 30–27)    | 3               | 5:00            |                 |
|                          | Pesi mosca femminili  | Justine Kish    | batte           | Lucie Pudilová    | Decisione unanime (30–27, 30–27, 30–27)    | 3               | 5:00            |                 |
|                          | Pesi gallo            | Montel Jackson  | batte           | Felipe Colares    | Decisione unanime (30–26, 30–26, 30–25)    | 3               | 5:00            |                 |
|                          | Pesi gallo femminili  | Sara McMann     | batte           | Lina Länsberg     | Decisione unanime (30–27, 30–26, 30–25)    | 3               | 5:00            |                 |
|                          | Pesi gallo            | Brett Johns     | batte           | Tony Gravely      | Sottomissione (rear-naked choke)           | 3               | 2:53            | FOTN            |
|                          | Pesi piuma            | Herbert Burns   | batte           | Nate Landwehr     | KO (ginocchiata)                           | 1               | 2:43            | POTN            |

## Premi
I lottatori premiati ricevettero un bonus di 50.000 dollari.
Legenda:
- FOTN: Fight of the Night (vengono premiati entrambi gli atleti per il miglior incontro dell'evento)
- POTN: Performance of the Night (viene premiato il vincitore per la migliore performance dell'evento)